# Last Year Was Complicated
Last Year Was Complicated é o terceiro álbum de estúdio do artista musical norte-americano Nick Jonas. O seu lançamento ocorreu em 10 de junho de 2016, através da Island Records e Safehouse Records. A canção Close, em parceria com a sueca Tove Lo, foi lançada como primeiro single do álbum. Ty Dolla $ign, Big Sean e Daniella Mason também são parcerias presentes no disco.

## Antecedentes
"Quando eu terminei de o fazer [o disco], eu pensei que eu sabia sobre o que o disco seria... Então eu tive um término. Então ficou muito claro sobre o que o disco seria... E que eu precisaria cavar muito fundo... Algumas merdas são muito reais, às vezes... Reviver algumas dessas reais experiências da vida por essa música é difícil"

—Nick sobre o álbum em seu perfil no Twitter.
O anúncio do disco aconteceu no perfil oficial do cantor no Twitter, no dia 24 de março de 2016, junto com a lista de faixas e as colaborações do disco. O cantor também revelou que o disco vinha sendo gravado há um ano e meio.

## Promoção
Duas canções do álbum ("Don't Make Me Choose" e "Under You") foram apresentadas diversas vezes na turnê  anterior do cantor, a Nick Jonas:Live in Concert tour. Nick promoveu Last Year Was Complicated na turnê Future Now Tour, em parceria com a cantora Demi Lovato. Em 24 de março de 2016, ele participou de uma festa com a imprensa e tocou quatro canções do álbum.

## Singles
Junto com o anúncio do álbum, Nick divulgou o título do primeiro single, "Close", que conta com a participação da cantora Tove Lo. "Close" foi lançado no dia 25 de março de 2016. Na mesma data, o videoclipe oficial do single foi lançado.
O segundo single de Last Year Was Complicated foi "Bacon", parceria com o rapper Ty Dollar Sign. No dia 12 de julho de 2016, foi lançado o videoclipe oficial do tema.
Para além desses dois videoclipes, foram também lançados vídeos para "Chainsaw" (que conta com a presença da modelo portuguesa Sara Sampaio), "Under You", "Champagne Problems" e "Voodoo". Todos esses vídeos foram lançados em 2016.

## Lista de faixas
| Versão padrão |                                   |                                                                              |                             |         |  |
| N.º           | Título                            | Compositor(es)                                                               | Produtor(es)                | Duração |  |
| 1.            | "Voodoo"                          | Nick Jonas Jason Evigan Dewain Whitmore, Jr.                                 | Evigan                      | 3:10    |  |
| 2.            | "Champagne Problems"              | Jonas Evigan Sean Douglas Jonathan Tucker PJ Bianco                          | Evigan                      | 3:12    |  |
| 3.            | "Close" (featuring Tove Lo)       | Robin Fredriksson Mattias Larsson Julia Michaels Justin Tranter Tove Nilsson | Mattman & Robin             | 3:54    |  |
| 4.            | "Chainsaw"                        | Jonas Nolan Lambroza Simon Wilcox Michaels Douglas                           | Sir Nolan                   | 3:19    |  |
| 5.            | "Touch"                           | Nick Jonas Nolan Lambroza Priscilla Renea Tyrone Griffin Jr                  | Mattman & Robin             | 3:03    |  |
| 6.            | "Bacon" (featuring Ty Dolla $ign) | Jonas Lambroza Renea Tyrone Griffin, Jr.                                     | Sir Nolan                   | 3:02    |  |
| 7.            | "Good Girls" (featuring Big Sean) | Jonas Evigan Douglas Sean Anderson                                           | Evigan                      | 3:56    |  |
| 8.            | "The Difference"                  | Jonas Whitmore, Jr. Evigan                                                   | Evigan                      | 3:41    |  |
| 9.            | "Don't Make Me Choose"            | Jonas Lambroza Wilcox                                                        | Sir Nolan                   | 3:35    |  |
| 10.           | "Under You"                       | Ali Payami Rickard Göransson Savan Kotecha Max Martin Bebe Rexha             | Payami Shellback Max Martin | 3:17    |  |
| 11.           | "Unhinged"                        | Jonas Lambroza Ilsey Juber                                                   | Sir Nolan                   | 3:52    |  |
| 12.           | "Comfortable"                     | Jonas Evigan                                                                 | Jonas Evigan                | 4:34    |  |

| Edição deluxe |                                               | |                                                          |         |  |
| N.º           | Título                                        | Compositor(es)                                                                                      | Produtor(es)                                             | Duração |  |
| 13.           | "Testify"                                     | Jonas Greg Bonnick Hayden Chapman Whitmore Jr. Patrick "J. Que" Smith                               | LDN Noise                                                | 3:15    |  |
| 14.           | "When We Get Home" (featuring Daniella Mason) | Jonas Mason Chris Young                                                                             | Jonas                                                    | 3:04    |  |
| 15.           | "That’s What They All Say"                    | Jonas Paul "Phamous" Shelton Magnus "Magnify" Martinsen Petter Walther Walthinsen Alexander Pavlich | Most Wanted Shelton Martinsen Walthinsen Anthony Vasquez | 3:03    |  |
| 16.           | "Jealous"                                     | Jonas Wilcox Lambroza                                                                               | Sir Nolan                                                | 3:43    |  |
| 17.           | "Chains"                                      | Evigan Ammar Malik Daniel Parker                                                                    | Evigan Jonas                                             | 3:23    |  |
| 18.           | "Levels"                                      | Douglas Talay Riley Ian Kirkpatrick Marcus Lomax Stefan Johnson Jordan Johnson Sam Martin           | Kirkpatrick The Monsters and the Strangerz               | 2:47    |  |

## Desempenho nas tabelas musicais

### Posições
| Tabela musical (2016)            | Melhor posição |
| -------------------------------- | -------------- |
| Alemanha (Offizielle Top 100)    | 88             |
| Austrália (ARIA Charts)          | 13             |
| Bélgica (Ultratop da Flandres)   | 61             |
| Bélgica (Ultratop da Valônia)    | 70             |
| Canadá (Billboard)               | 3              |
| Dinamarca (Hitlisten)            | 21             |
| Espanha (PROMUSICAE)             | 6              |
| Países Baixos (MegaCharts)       | 63             |
| Grécia (IFPI)                    | 75             |
| Irlanda (IRMA)                   | 26             |
| Nova Zelândia (RMNZ)             | 8              |
| Noruega (VG-lista)               | 27             |
| Suécia (Sverigetopplistan)       | 45             |
| Suíça (Schweizer Hitparade)      | 48             |
| Reino Unido (OCC)                | 25             |
| Estados Unidos (Billboard 200)   | 2              |
| Estados Unidos (Top Album Sales) | 1              |

### Tabela anuais
| Tabela musical (2016)          | Posição |
| ------------------------------ | ------- |
| Estados Unidos (Billboard 200) | 152     |

## Histórico de lançamento
| País           | Data                | Gravadora                        | Formato             |
| -------------- | ------------------- | -------------------------------- | ------------------- |
| Estados Unidos | 10 de junho de 2016 | Island Records Safehouse Records | Download digital CD |
| Canadá         | 10 de junho de 2016 | Island Records Safehouse Records | Download digital CD |
| Reino Unido    | 10 de junho de 2016 | Island Records Safehouse Records | Download digital CD |
| Países Baixos  | 10 de junho de 2016 | Island Records Safehouse Records | Download digital CD |
| Brasil         | 10 de junho de 2016 | Island Records Safehouse Records | Download digital CD |